# Італія на літніх Олімпійських іграх 2024
Італію на літніх Олімпійських іграх 2024 представляли чотириста два спортсмени в тридцяти видах спорту.

## Медалісти
| Медаль | Ім'я | Вид спорту                      | Дисципліна                                        | Дата      |
| ------ | --- | ------------------------------- | ------------------------------------------------- | --------- |
| 1      | Ніколо Мартіненьї | Плавання                        | 100 метрів брасом (чоловіки)                      | 28 липня  |
| 1      | Томас Чеккон | Плавання                        | 100 метрів на спині (чоловіки)                    | 29 липня  |
| 1      | Росселла Ф'ямінго Джулія Ріцці Альберта Сантуччо Мара Наваррія | Фехтування                      | командна шпага (жінки)                            | 30 липня  |
| 1      | Джованні де Дженнаро | Веслування на байдарках і каное | слалом на байдарках-одиночках (чоловіки)          | 1 серпня  |
| 1      | Аліче Белланді | Дзюдо                           | до 78 кг (жінки)                                  | 1 серпня  |
| 1      | Марта Маггетті | Вітрильний спорт                | IQFoil (жінки)                                    | 3 серпня  |
| 1      | Сара Еррані Жасмін Паоліні | Теніс                           | парний розряд (жінки)                             | 4 серпня  |
| 1      | Аліса Д'Амато | Гімнастика                      | колода (жінки)                                    | 5 серпня  |
| 1      | Габріеле Россетті Діана Бакосі | Стрільба                        | скит (мікст)                                      | 5 серпня  |
| 1      | Руджеро Тіта Катеріна Банті | Вітрильний спорт                | Накра 17 (змішані)                                | 8 серпня  |
| 1      | К'яра Консонні Вітторія Гвацціні | Велоспорт                       | медісон (жінки)                                   | 9 серпня  |
| 1      | Жіноча збірна Італії з волейболу - Катерина Антропова - Катеріна Бозетті - Карлотта Камбі - Анна Данезі - Моніка Де Дженнаро - Паола Еґону - Сара Луїза Фар - Гая Джованніні - Маріна Лубіан - Ловет Оморуї - Алессія Орро - Міріам Сілла - Іларія Спіріто | Волейбол                        | жіночий турнір                                    | 11 серпня |
| 2      | Філіппо Ганна | Велоспорт                       | роздільна шосейна гонка (чоловіки)                | 27 липня  |
| 2      | Федеріко Ніло Мальдіні | Стрільба                        | пневматичний пістолет, 10 метрів (чоловіки)       | 28 липня  |
| 2      | Філіппо Маккі | Фехтування                      | індивідуальна рапіра (чоловіки)                   | 29 липня  |
| 2      | Анджела Андреолі Аліса Д'Амато Маніла Еспозіто Еліса Іоріо Джорджія Вілла | Гімнастика                      | командна першість (жінки)                         | 30 липня  |
| 2      | Лука К'юменто Лука Рамбальді Джакомо Джентілі Андреа Паніцца | Академічне веслування           | Парні четвірки (чоловіки)                         | 31 липня  |
| 2      | Сільвана Станко | Стрільба                        | трап (жінки)                                      | 31 липня  |
| 2      | Аріанна Ерріго Мартіна Фаваретто Франческа Палумбо Аліче Вольпі | Фехтування                      | командна рапіра (жінки)                           | 1 серпня  |
| 2      | Стефано Оппо Габріель Соарес | Академічне веслування           | Парні двійки, легка вага (чоловіки)               | 2 серпня  |
| 2      | Грегоріо Пальтріньєрі | Плавання                        | 1500 метрів вільним стилем (чоловіки)             | 4 серпня  |
| 2      | Гійом Б'янкі Алессіо Фоконі Філіппо Маккі Томмазо Маріні | Фехтування                      | командна рапіра (чоловіки)                        | 4 серпня  |
| 2      | Габріеле Казадеї Карло Таккіні | Веслування на байдарках і каное | каное-двійки, 500 метрів (чоловіки)               | 8 серпня  |
| 2      | Надя Баттоклетті | Легка атлетика                  | 10000 метрів (жінки)                              | 9 серпня  |
| 2      | Сімоне Консонні Елія Вівіані | Велоспорт                       | медісон (чоловіки)                                | 10 серпня |
| 3      | Луїджі Самеле | Фехтування                      | індивідуальна шабля (чоловіки)                    | 27 липня  |
| 3      | Алессандро Мірессі Томас Чеккон Паоло Конте Бонін Мануель Фріго Леонардо Деплано Лоренцо Дзадзері | Плавання                        | 4x100 метрів вільним стилем (чоловіки)            | 27 липня  |
| 3      | Паоло Монна | Стрільба                        | пневматичний пістолет, 10 метрів (чоловіки)       | 28 липня  |
| 3      | Грегоріо Пальтріньєрі | Плавання                        | 800 метрів вільним стилем (чоловіки)              | 30 липня  |
| 3      | Лоренцо Музетті | Теніс                           | одиночний розряд (чоловіки)                       | 3 серпня  |
| 3      | Маніла Еспозіто | Гімнастика                      | колода (жінки)                                    | 5 серпня  |
| 3      | Маттія Фурлані | Легка атлетика                  | стрибки в довжину (чоловіки)                      | 6 серпня  |
| 3      | Сімоне Консонні Філіппо Ганна Франческо Ламон Джонатан Мілан | Велоспорт                       | командна гонка переслідування (чоловіки)          | 7 серпня  |
| 3      | Джиневра Таддеуччі | Плавання                        | 10 кілометрів на відкритій воді (жінки)           | 8 серпня  |
| 3      | Антоніо Піццолато | Важка атлетика                  | до 89 кг (чоловіки)                               | 9 серпня  |
| 3      | Софія Раффаелі | Гімнастика                      | індивідуальне багатоборство в художній гімнастиці | 9 серпня  |
| 3      | Сімоне Алессіо | Тхеквондо                       | до 80 кг (чоловіки)                               | 9 серпня  |
| 3      | Анді Діас | Легка атлетика                  | потрійний стрибок (чоловіки)                      | 9 серпня  |
| 3      | Мартіна Центофанті Агнес Дуранті Алессія Мауреллі Даніела Могуріан Лаура Паріс | Гімнастика                      | групове багатоборство в художній гімнастиці       | 10 серпня |
| 3      | Джорджо Малан | Сучасне п'ятиборство            | індивідуальна першість (чоловіки)                 | 10 серпня |

| Медалі за видом спорту          | Медалі за видом спорту | Медалі за видом спорту | Медалі за видом спорту | Медалі за видом спорту |
| ------------------------------- | ---------------------- | ---------------------- | ---------------------- | ---------------------- |
| Вид спорту                      | 1                      | 2                      | 3                      | Загалом                |
| Плавання                        | 2                      | 1                      | 3                      | 6                      |
| Вітрильний спорт                | 2                      | 0                      | 0                      | 2                      |
| Фехтування                      | 1                      | 3                      | 1                      | 5                      |
| Велоспорт                       | 1                      | 2                      | 1                      | 4                      |
| Стрільба                        | 1                      | 2                      | 1                      | 4                      |
| Гімнастика                      | 1                      | 1                      | 3                      | 5                      |
| Веслування на байдарках і каное | 1                      | 1                      | 0                      | 2                      |
| Теніс                           | 1                      | 0                      | 1                      | 2                      |
| Дзюдо                           | 1                      | 0                      | 0                      | 1                      |
| Волейбол                        | 1                      | 0                      | 0                      | 1                      |
| Академічне веслування           | 0                      | 2                      | 0                      | 2                      |
| Легка атлетика                  | 0                      | 1                      | 2                      | 3                      |
| Важка атлетика                  | 0                      | 0                      | 1                      | 1                      |
| Тхеквондо                       | 0                      | 0                      | 1                      | 1                      |
| Сучасне п'ятиборство            | 0                      | 0                      | 1                      | 1                      |
| Загалом                         | 12                     | 13                     | 15                     | 40                     |

| Медалі за статтю | Медалі за статтю | Медалі за статтю | Медалі за статтю | Медалі за статтю |
| ---------------- | ---------------- | ---------------- | ---------------- | ---------------- |
| Стать            | 1                | 2                | 3                | Загалом          |
| Чоловіки         | 3                | 9                | 11               | 23               |
| жінки            | 7                | 4                | 4                | 15               |
| змішані          | 2                | 0                | 0                | 2                |
| Загалом          | 12               | 13               | 15               | 40               |

| Медалі за днями | Медалі за днями | Медалі за днями | Медалі за днями | Медалі за днями | Медалі за днями |
| --------------- | --------------- | --------------- | --------------- | --------------- | --------------- |
| Дата            | 1               | 2               | 3               | Загалом         |                 |
| 27 липня        | 0               | 1               | 2               | 3               |                 |
| 28 липня        | 1               | 1               | 1               | 3               |                 |
| 29 липня        | 1               | 1               | 0               | 2               |                 |
| 30 липня        | 1               | 1               | 1               | 3               |                 |
| 31 липня        | 0               | 2               | 0               | 2               |                 |
| 1 серпня        | 2               | 1               | 0               | 3               |                 |
| 2 серпня        | 0               | 1               | 0               | 1               |                 |
| 3 серпня        | 1               | 0               | 1               | 2               |                 |
| 4 серпня        | 1               | 2               | 0               | 3               |                 |
| 5 серпня        | 2               | 0               | 1               | 3               |                 |
| 6 серпня        | 0               | 0               | 1               | 1               |                 |
| 7 серпня        | 0               | 0               | 1               | 1               |                 |
| 8 серпня        | 1               | 1               | 1               | 3               |                 |
| 9 серпня        | 1               | 1               | 4               | 6               |                 |
| 10 серпня       | 0               | 1               | 2               | 3               |                 |
| 11 серпня       | 1               | 0               | 0               | 1               |                 |
| Загалом         | 12              | 13              | 15              | 40              |                 |

| Багаторазові медалісти | Багаторазові медалісти | Багаторазові медалісти | Багаторазові медалісти | Багаторазові медалісти | Багаторазові медалісти | Багаторазові медалісти |
| ---------------------- | ---------------------- | ---------------------- | ---------------------- | ---------------------- | ---------------------- | ---------------------- |
| Ім'я                   | Вид спорту             | 1                      | 2                      | 3                      | Загалом                |                        |
| Аліса Д'Амато          | Гімнастика             | 1                      | 1                      | 0                      | 2                      |                        |
| Томас Чеккон           | Плавання               | 1                      | 0                      | 1                      | 2                      |                        |
| Філіппо Маккі          | Фехтування             | 0                      | 2                      | 0                      | 2                      |                        |
| Маніла Еспозіто        | Гімнастика             | 0                      | 1                      | 1                      | 2                      |                        |
| Грегоріо Пальтріньєрі  | Плавання               | 0                      | 1                      | 1                      | 2                      |                        |
| Філіппо Ганна          | Велоспорт              | 0                      | 1                      | 1                      | 2                      |                        |
| Сімоне Консонні        | Велоспорт              | 0                      | 1                      | 1                      | 2                      |                        |

## Спортсмени
| Вид спорту                      | Чоловіки | Жінки | Загалом |
| ------------------------------- | -------- | ----- | ------- |
| Стрільба з лука                 | 3        | 1     | 4       |
| Артистичне плавання             | 0        | 9     | 9       |
| Легка атлетика                  | 42       | 40    | 82      |
| Бадмінтон                       | 1        | 0     | 1       |
| Бокс                            | 3        | 5     | 8       |
| Брейкданс                       | 0        | 1     | 1       |
| Веслування на байдарках і каное | 5        | 2     | 7       |
| Велоспорт                       | 12       | 13    | 25      |
| Стрибки у воду                  | 4        | 4     | 8       |
| Кінний спорт                    | 4        | 1     | 5       |
| Фехтування                      | 12       | 12    | 24      |
| Гольф                           | 2        | 1     | 3       |
| Гімнастика                      | 5        | 12    | 17      |
| Дзюдо                           | 6        | 7     | 13      |
| Сучасне п'ятиборство            | 2        | 2     | 4       |
| Академічне веслування           | 25       | 12    | 37      |
| Вітрильний спорт                | 5        | 7     | 12      |
| Стрільба                        | 10       | 5     | 15      |
| Скейтбординг                    | 2        | 0     | 2       |
| Спортивне скелелазіння          | 1        | 3     | 4       |
| Серфінг                         | 1        | 0     | 1       |
| Плавання                        | 22       | 18    | 40      |
| Настільний теніс                | 0        | 2     | 2       |
| Тхеквондо                       | 2        | 1     | 3       |
| Теніс                           | 5        | 4     | 9       |
| Тріатлон                        | 2        | 3     | 5       |
| Волейбол                        | 17       | 15    | 32      |
| Водне поло                      | 13       | 13    | 26      |
| Важка атлетика                  | 2        | 1     | 3       |
| Боротьба                        | 1        | 1     | 2       |
| Загалом                         | 208      | 194   | 402     |